# 鳥かご

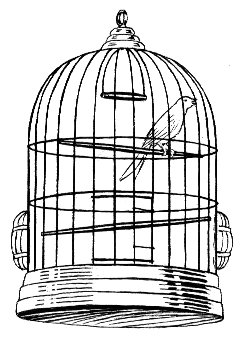
一般的な鳥かご。籠の中に「止まり木」（横木）が3つ設置されている。

鳥かご・鳥籠（とりかご、とりこ、英語:Bird cage）とは、鳥を飼うために用いる籠である。ペット（愛玩鳥）として飼育する場合、または養鶏場内で食用鶏を収容するためにも用いる（「バタリーケージ」参照）。中でもインテリアとしても使用できるものは、「アンティーク鳥かご」と呼ばれている。

## 日本
「鳥かご」という語が文献で確認される以前、少なくとも古墳時代には鳥養部や鷹狩のための鷹を飼育する鷹甘部が設けられている（『日本書紀』巻第11に、網で捕まえられた鷹の報告がある）。またニワトリといった家禽も弥生時代には伝来したとされる（「ニワトリ#利用史」参照）。
平安時代中期の『和名類聚抄』（10世紀成立）巻15調度部下第22畋猟具第193に、和名を「とりこ」と読むと記す（この「とりこ」という読みは奈良時代の和歌集『万葉集』巻4・487番と巻11・2710番にも見られるが、これは鳥籠山＝山名を指す）。この時代はまだ狩猟具の一つである。
日本のことわざとして、「籠の中の鳥」（束縛されて自由が無い）があり、14世紀の軍記物『太平記』9巻、15世紀の『鴉鷺合戦物語』、18世紀の浄瑠璃・歌舞伎の『本朝廿四孝』に表現が見られる。籠の鳥についての言及は14世紀の『徒然草』121段にも見られる。
江戸時代中期の正徳2年（1712年）成立『和漢三才図会』第23巻「漁猟具」の最後の項目には鳥かごの説明として、和名を「度利古（とりこ）、今いう庭籠」と記し、ウグイス・ウズラ・ブンチョウなどを飼うと説明している。絵図の籠形状は「円柱」状であり、「止まり木」に関しても、T字形を籠床に立てているタイプで、吊り下げるタイプではない。
絵画資料としては、15世紀末の『三十二番職人歌合』の鶯飼が見られるが、籠形状はやや「球状」であり、幕末から近代期にかけて（19世紀）の浮世絵師・落合芳幾の浮世絵『諸鳥芸つくし』（太田記念美術館蔵）の題名が鳥籠として描かれているが、この時代では「方形」となっている。
徳川美術館には19世紀当時の鳥かご（方形）が所蔵されており、徳川美術館ホームページの「展示」の「過去の展覧会」平成26年（2014年）『春季特別展将軍からのおくりもの-儀礼と拝領-』内で観覧可能。徳川将軍家より尾張徳川家へ拝領された鳥かごとそのケース＝籠桶が見られる。同様の籠桶入りのものは、彦根城博物館が所蔵する江戸期の大名・井伊氏伝来の「朱漆塗鳥籠・螺鈿牡丹唐草文籠桶」（止まり木は2本）がある（彦根城博物館ホームページ・「収蔵品」内の「調度」で閲覧可能）。
子供の遊びと共に童歌として歌われている例としては、「かごめかごめ」（かごめ、かごめ、籠の中の鳥は～）が挙げられる。一説に歌詞にある「籠の中の鳥」を、籠神社の伝承にある、籠に乗って現れたとするトヨウケビメ（天の羽衣を身につけ、鳥）を連想させるものがあるという主張もみられる（ただし、前述の通り、籠の中の鳥という表現は『太平記』＝中世が最古事例）。
近代期に炭鉱ではガス検知のためにカナリアが鳥かごと共に用いられたが（「カナリア#人間との関係」を参照）、センサーの機械化が進んだ今日では必要性が減っている（一例として、1981年に起きた「北炭夕張新炭鉱ガス突出事故#事故発生から収束まで」を参照）。一方で1995年に起きた地下鉄サリン事件の際は、オウム真理教施設＝サティアンに捜査が入った際、警察側はカナリアの入った鳥かごを用い、この時の様子を歌人・橋本喜典が、「サティアンと呼ばるる建物の毒の有無試すと籠のカナリアのいのち」と歌を詠んでいる。
冷凍技術が進歩する以前の昭和前半までは鳥類専用の輸送鉄道車両（家畜車）として、「家禽車」が存在し、大量の鳥かごを輸送した（「家禽車」を参照）。1955年には針金製ケージが米国から導入される（「バタリーケージ#歴史」参照）。

## 外国
各国では、鳥かごの中で小鳥同士を闘わせる「闘鳥」が行われたが（古代ローマ時代から確認できる）、現代では動物愛護の観点から法規制されている国もある（詳細は「闘鳥」を参照）。
鳥かごに言及した漢詩として、陶淵明（4-5世紀）の「帰園田居」（田園詩）その1・5首1に、「羈鳥（きちょう、鳥かごの意・コトバンク）」とある（中文のウィキソースでも確認可）。
鳥かごを用いた西洋からくりとして、「シンギング・バード・ケージ」があり（18世紀のピエール・ジャケ・ドロー発明。英語版「singing bird box」参照）、日本の内閣総理大臣・松方正義が欧米に視察の際に持ち帰り、明治天皇に献上したもの（「雌雄小禽入金色鳥籠」）もあり、「文化遺産オンライン」で観覧可能。
1930年代頃から工場畜産業においてバタリーケージが使用され、日本でも1950年代から使用され始める（詳細は「バタリーケージ#歴史」を参照）。
動物の心理実験として、ヨウムのアレックス（1976年-2007年）は、気分が良い時は成果を出したが、訓練やテストをしたくない時は、実験者を無視し、または毛繕いをし、鳥かごに戻ろうとしたとされ、種によっては自ら鳥かごに入った。

## 備考
- 14世紀成立の『徒然草』121段では、生活に必要以外な家畜である観賞用の鳥を籠の中で飼うことを批判している（飛べぬように翼を切られたと記述される）。
- 生類憐れみの令、宝永2年（1705年）9月7日の御触として、愛玩としての鳥の飼育が禁じられている（詳細は「生類憐れみの令#年表」を参照）。
- 「虜（りょ）」の訓読みを「とりこ」といい、生け捕りにする点が同じである。
- 日本の伝統的な釘隠のデザインに鳥籠が用いられている例が「加賀七宝」に見られる（詳細は当項目参照）。
- 洋画『終身犯』は実話（ロバート・フランクリン・ストラウド）をモデルとした物語であり、囚人が鳥に関心をもち、研究のために牢屋の中で鳥かごを作り、鳥類学の著述家として評価されている。